# Canterbury kyrkoprovins

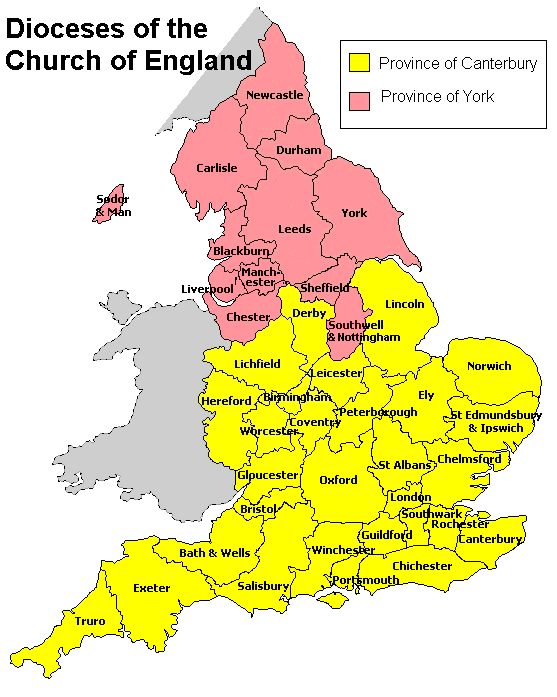
Engelska kyrkans indelning. Yorks kyrkoprovins i rosa färg och Canterbury kyrkoprovins i gul färg.

Canterbury kyrkoprovins (engelska: Province of Canterbury) är en av två kyrkoprovinser inom Engelska kyrkan. Det omfattar södra England, fastlandet Europa och Kanalöarna, och består av 30 stift, 29 i England, med hela Europa utom de Brittiska öarna under Europas stift.

## Stift
1. Bath och Wells
2. Birmingham
3. Bristol
4. Canterbury
5. Chelmsford
6. Chichester
7. Coventry
8. Derby
9. Ely
10. Europa
11. Exeter
12. Gloucester
13. Guildford
14. Hereford
15. Leicester
16. Lichfield
17. Lincoln
18. London
19. Norwich
20. Oxford
21. Peterborough
22. Portsmouth
23. Rochester
24. Saint Albans
25. Saint Edmundsbury och Ipswich
26. Salisbury
27. Southwark
28. Truro
29. Winchester
30. Worcester